# Schockfrosten

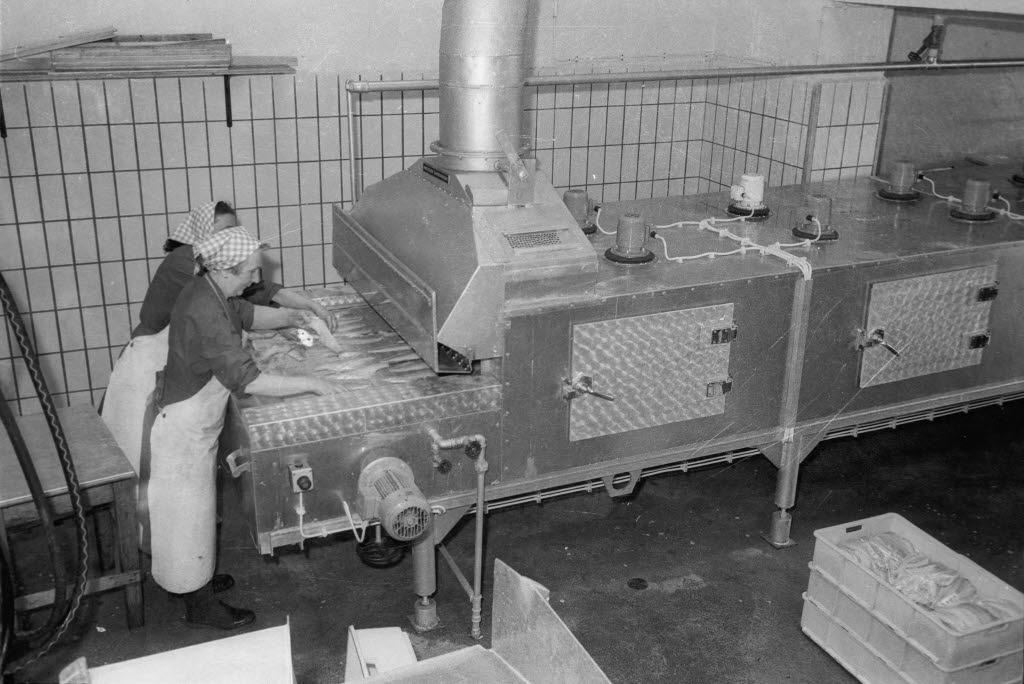
Anlage zur Fischkonservierung auf dem Kieler Seefischmarkt (1970)

Das Schockfrosten oder Schockgefrieren dient zur schonenden Konservierung von Lebensmitteln bei der Herstellung von Tiefkühlkost. Innerhalb sehr kurzer Zeit (meist nur Minuten) wird die Temperatur der einzufrierenden Lebensmittel auf die gewünschte Lagertemperatur (−18 °C oder niedriger) abgesenkt. Das Verfahren wurde Anfang des 20. Jahrhunderts durch Clarence Birdseye entwickelt.
Die anschließende Einhaltung der Tiefkühlkette gemäß Tiefkühl-Verordnung, das Vermeiden von Temperaturschwankungen und ein Schutz gegen Austrocknung sichern den weiteren Qualitätserhalt der Tiefkühlkost.

## Vorteile
Anders als beim deutlich langsameren Einfrieren in der häuslichen Tiefkühltruhe bildet die Zellflüssigkeit beim schnellen Abkühlen nur sehr kleine Eiskristalle. Dadurch werden Zellwände und Membranen von Organellen nicht zerstört. Auch beim Auftauen bleibt die Zellstruktur weitgehend erhalten, die Zellen laufen nicht aus und bestimmte Inhaltsstoffe (z. B. Enzyme) bleiben in den Organellen von der restlichen Zellflüssigkeit getrennt; Zellwasser und Nährstoffe bleiben eingeschlossen, der Innendruck der Zelle bleibt erhalten. Daher verliert das Lebensmittel nicht seine Konsistenz, wird also z. B. nicht matschig. Auch andere Eigenschaften, z. B. die Aromaentwicklung, werden ebenfalls wenig beeinträchtigt.
Beim langsamen Einfrieren in der häuslichen Tiefkühltruhe treten auf große Eiskristalle zurückzuführende Probleme vor allem bei Lebensmitteln mit hohem Wassergehalt oder dünnen Zellwänden auf (z. B. bei Beerenfrüchten).

## Verfahren
Für das Schockfrosten werden je nach Art des Lebensmittels Plattenfroster, Kaltluftfroster oder kryogene Froster benutzt. Alle Verfahren haben gemeinsam, dass das Produkt entweder direkten Kontakt zu kalten Metallplatten hat oder von entsprechend kalter Luft bzw. anderen Gasen mit hoher Geschwindigkeit umströmt wird.

### Kontaktgefrierverfahren (Plattenfroster)
Bei dieser Methode werden die verpackten Lebensmittel zwischen Metallplatten gelegt, in denen ein Kältemittel fließt, das diese auf bis zu −40 °C abkühlt. Dadurch wird den Produkten sehr schnell Wärme entzogen. Eingesetzt wird dieses Verfahren z. B. bei Fischfilets und Spinat.

### Kaltluftgefrierverfahren
Den Produkten, die mit dieser Methode tiefgefroren werden, wird in einem Tunnel durch bewegte Luft bei bis zu −50 °C die Wärme entzogen. Leichtere Produkte werden dadurch aufgewirbelt („Flow-freezing-Verfahren“). Diese Methode wird z. B. bei Nudeln angewendet.

### Kryogene Verfahren
Bei dieser Methode werden die flüssigen Kältemittel Kohlendioxid und Stickstoff eingesetzt. Das Kohlenstoffdioxid (−78 °C) oder der Stickstoff (−196 °C) wird dabei in eine Tunnelanlage gesprüht, in der auf einem Band die in der Regel unverpackten Lebensmittel transportiert werden. Aus flüssigem Kohlenstoffdioxid bildet sich im Moment des Einsprühens festes (Trockeneis) und gasförmiges Kohlendioxid, das die Wärme aus dem Kühlgut aufnimmt und kontinuierlich abgesaugt wird. Die kryogenen Verfahren eignen sich besonders für Fleisch- und Fischprodukte sowie Obst- und Backwaren.